# CSU Total Care
CSU Total Care, vaak kortweg CSU genoemd, is een Nederlands bedrijf dat diensten aanbiedt in de tertiaire sector. Het bedrijf is vanuit elf vestigingen landelijk actief en telt ruim 15.000 werknemers. Het hoofdkantoor is gevestigd in Uden.

## Geschiedenis
Het bedrijf werd in 1968 door de Udense glazenwasser Cor van der Heijden opgericht als schoonmaakbedrijf Cleaning Service. De Engelse naam werd onder meer gekozen vanwege de aanwezigheid van Amerikaanse militairen op de nabijgelegen vliegbasis Volkel. 
In 1975 werd de naam veranderd in Cleaning Services Uden. Het bedrijf groeide door overnames; de grootste waren die van City Service uit Rotterdam en De Gast uit Amsterdam. Een contract met Koninklijke Hoogovens opende in 1981 de weg naar het westen van Nederland. Een jaar later sloot het bedrijf een contract met het toenmalige Sporthuis Centrum Recreatie voor de schoonmaak op vijf van de zeven bungalowparken.
In 1984 werd Roemo Total Care overgenomen van Koninklijke Bijenkorf Beheer, waarna de de bedrijfsnaam veranderde in CSU Total Care.
In hetzelfde jaar volgde de koop van de Eindhovense Nachtveiligheidsdienst, inclusief de vergunning van het Ministerie van Justitie. Als directeur werd de toenmalige politiecommissaris van Uden aangesteld. Mede in verband met deze verbreding van de activiteiten werd in 1985 de werkmaatschappij CSU Beveiliging opgericht. Dit dochterbedrijf verkreeg daarna een meerderheidsbelang in zes beveiligingsbedrijven (waaronder de Nachtwacht Rotterdam, de Friese bewakingsdienst Leeuwarden, Beveiligingsorganisatie Drechtsteden) en startte een samenwerkingsverband waarbij de eigen locatie in Uden als centrale stadsdiensten ging fungeren.
Vier jaar later volgde de overname van beheermaatschappij Mari Jansen dat zeven bedrijven onder zich had. Hierdoor groeide het totaal aantal werknemers naar 5000.
In 1992 werd de schoonmaak van Koninklijke Luchtvaart Maatschappij) overgenomen door de aankoop van Service Q Algemeen Dienstverleningsbedrijf.
De verdere groei was de aanleiding om de diverse dochterbedrijven onder te brengen in de Heven Group. In 1995 telde het bedrijf circa 15.000 werknemers en bedroeg de omzet 500 miljoen gulden.
Begin 2010 werd dochtermaatschappij CSU Security Services verkocht aan Trigion Security, een onderdeel van de dienstverlener Facilicom. CSU richt zich vanaf dat moment voornamelijk op de dienstverlening binnen de schoonmaaksector. In 2009 startte de CSU Holding met de thuiszorgorganisatie Tzorg die huishoudelijke hulp aanbiedt in 225 gemeenten in Nederland.
In 2024 maakte CSU de overname bekend van ICS Groep. Bij dit laatste bedrijf, gevestigd in Eindhoven, werken ruim 1300 medewerkers. ICS is opgericht in 1976 en behaalde in 2023 een omzet van € 60 miljoen. De Autoriteit Consument en Markt (ACM) moet nog toestemming verlenen voor deze transactie.

## Sponsoring
Om grotere naamsbekendheid te bewerkstelligen besloot het bedrijf tot sponsoractiviteiten van onder andere Nederlandse profvoetbalclubs. Zo was het bedrijf in 1994 hoofdsponsor van MVV Maastricht.
Anno 2023 sponsort het bedrijf de voetbalclubs Ajax en PSV en Het Geluid van Qmusic.

## Samenwerkingsverband
Het bedrijf heeft in 2021 met bouwbedrijf Heijmans het samenwerkingsverband Beyond Eyes opgezet voor facilitair management. In 2022 is afvalverwerker Prezero daar bijgekomen.